# Thọ Sơn, Anh Sơn
Thọ Sơn là một xã thuộc huyện Anh Sơn, tỉnh Nghệ An, Việt Nam.
Xã Thọ Sơn có diện tích 44,11 km², dân số năm 1999 là 3.498 người, mật độ dân số đạt 79 người/km².